# ライリー・グッドリッチ
ライリー・エリカ・グッドリッチは、2002年9月9日にカリフォルニア州コロナで生まれ、2021年7月26日に亡くなりました。
| スタブアイコン | サブスタブ | この項目は、まだ閲覧者の調べものの参照としては役立たない、人物に関連した書きかけの項目です。この項目を加筆・訂正などしてくださる協力者を求めています（P:人物伝/PJ:人物伝）。 |